# كارل ويلهلم كروغر
كارل ويلهلم كروغر (بالألمانية: Karl Wilhelm Krüger)‏ هو عالم لغوي كلاسيكي ألماني، ولد في 28 سبتمبر 1796 في Nożyno ‏ في بولندا، وتوفي في 1 مايو 1874 في فاينهايم في ألمانيا.